# Joachim Périon
Joachim Périon (* 1499 in Cormery; † 1559 in Cormery) war ein französischer  Benediktiner, der sich als Gelehrter auf dem Gebiet der Philologie hervortat (Gräzist, Latinist, Romanist).
Périon war Benediktinermönch in der Abtei Saint-Paul de Cormery und Doktor der Theologie (1542).
Périon übersetzte Aristoteles aus dem Altgriechischen ins Lateinische.
In der Romanistik ist Périon bekannt für sein 1555 erschienenes lateinisches Buch über die Entstehung des Französischen, das 2003 mit französischer Übersetzung neu herausgegeben wurde. Périon vertritt darin die These der Entstehung des Französischen aus dem Altgriechischen.

## Werke (Auswahl)
- (Übersetzer) Aristotelis libelli qui parva naturalia vulgo appellantur. De sensibus, & iis quae sensibus percipiuntur. De memoria & recordatione. De somno & vigilia. De somniis. De divinatione per somnum. De motu animantium. De diuturnitate & brevitate vitae. De adolescentia & senectute, vita & morte. De respiratione. Joachimo Perionio Benedictino Cormariaceno interprete. Ejusdem Perionii in eosdem libellos Observationes. Ad D. Carolum Lotharingum Cardinalem Gusianum, Paris 1552
- (Übersetzer) Aristotelis ad Nicomachum filium de moribus, quae Ethica nominantur, Libri decem, Ioachimo Periono interprete, per Nicolaum Grouchium correcti & emendati, Paris 1558
- Dialogorum de linguae gallicae origine, eiusque cum graeca cognatione, libri quatuor, Paris 1555, Genf 1972
  - Dialogues de l'origine du français et de sa parenté avec le grec, hrsg. von Geneviève Demerson und Alberte Jacquetin, Paris 2003 (lateinisch und französisch)